# Németország közlekedése

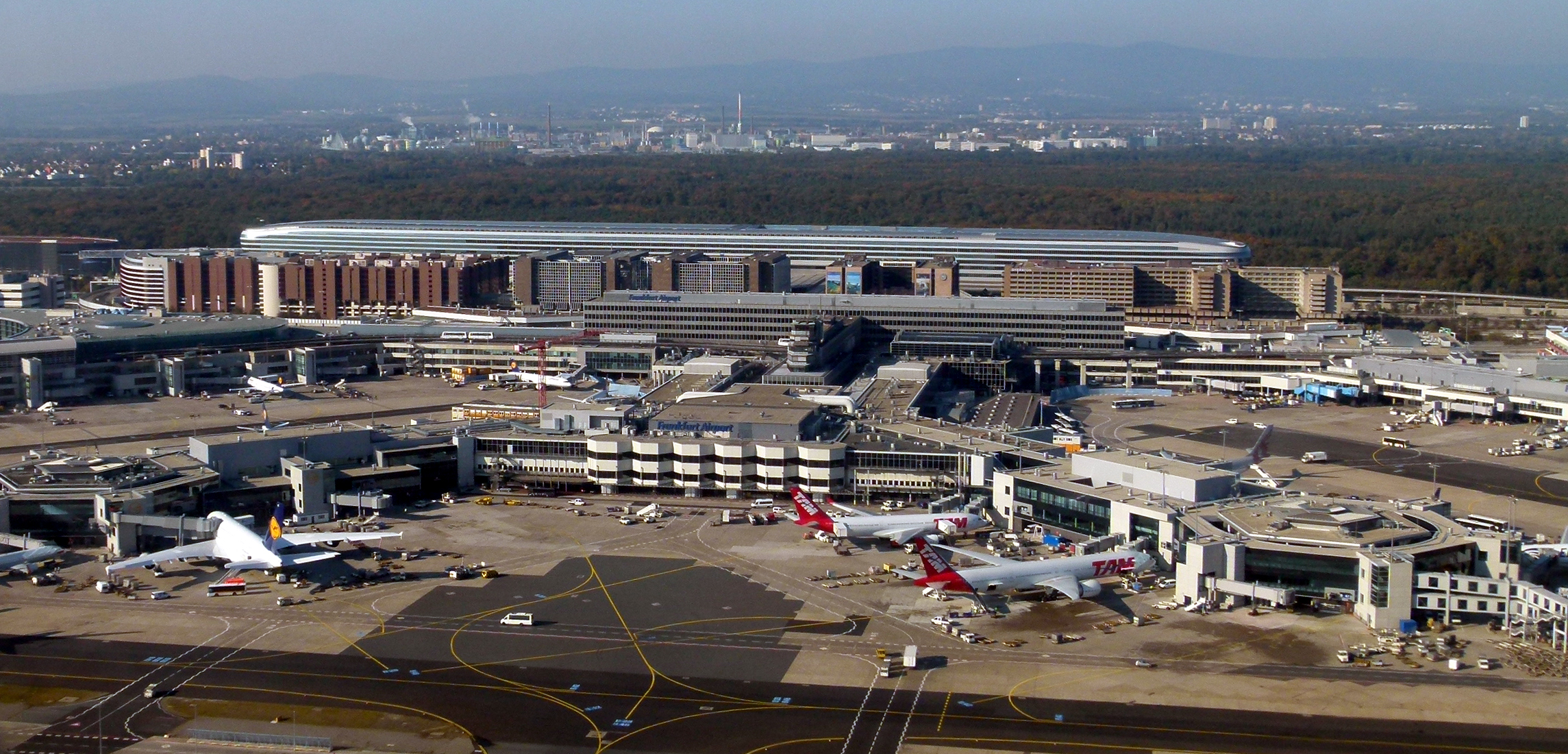
Frankfurti repülőtér, Európa 4. legforgalmasabb repülőtere

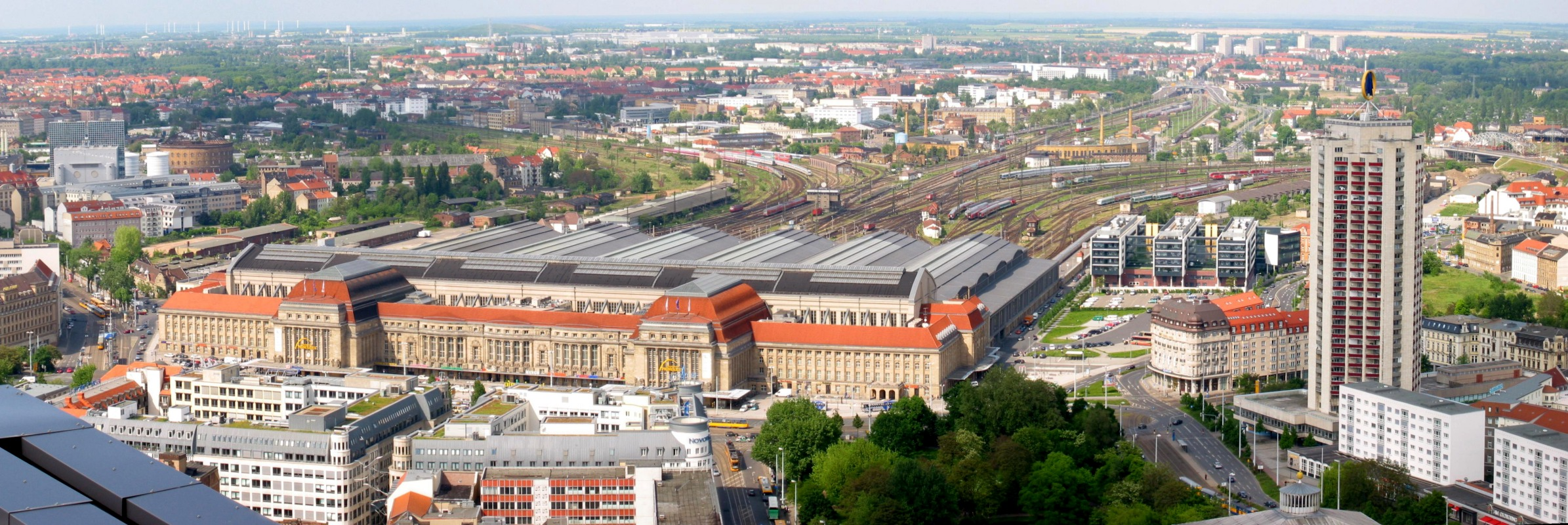
Leipzig Hauptbahnhof, Európa legnagyobb vasútállomása terület alapján

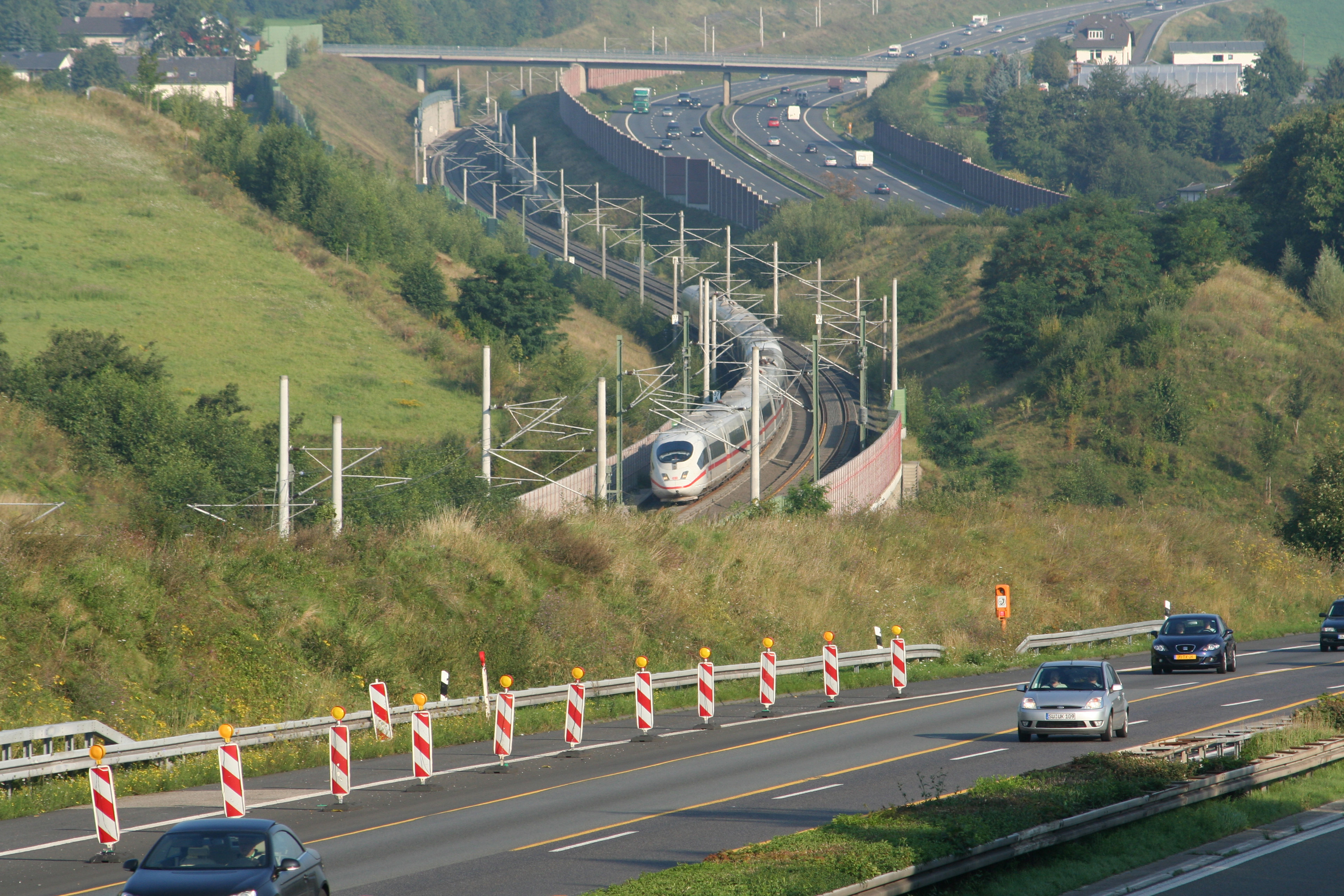
A Köln–Frankfurt nagysebességű vasútvonal, párhuzamosan az A3-as autópályával

Németország sűrűn lakott, Európa központi helyén fekvő, fejlett gazdasággal rendelkező országként sűrű közlekedési infrastruktúrával rendelkezik.
Itt található a világ egyik első, korlátozott hozzáférésű autópálya-rendszere, a kiterjedt német autópálya-hálózaton nincs általános sebességkorlátozás a személygépkocsik számára (bár ma már számos szakaszon van sebességkorlátozás, és a tehergépjárművek számára 80 km/h sebességkorlátozás van érvényben). Az ország legfontosabb vízi útja a Rajna, legnagyobb kikötője pedig a Hamburgi. A frankfurti repülőtér jelentős nemzetközi repülőtér és európai közlekedési csomópont. A légi közlekedést Németországon belül nagyobb távolságokra használják, és az állami tulajdonú Deutsche Bahn vasúthálózatának versenytársa. Az ICE márkanevű nagysebességű vonatok 300 km/h sebességgel kötik össze a városokat az utasok számára. Számos német város rendelkezik a gyorsvasút valamilyen formájával, és a legtöbb területen elérhető a tömegközlekedés. A távolsági személyszállításban az autóbuszok történelmileg csak marginális szerepet játszottak, mivel egy 1935-ben (a náci időkben) hozott törvény értelmében a vasúti szolgáltatással közvetlenül versenyző járatokat technikailag betiltották. Ezt a törvényt csak 2012-ben módosították hivatalosan, így azóta Németországban is kialakult a távolsági buszok piaca.
A német újraegyesítés óta jelentős erőfeszítéseket tettek a közlekedési infrastruktúra javítására és bővítésére az egykori Kelet-Németországban. Németország változatos történelméből adódóan a fő közlekedési áramlatok az elsődlegesen kelet-nyugati (régi Poroszország és a Német Birodalom) és az elsődlegesen észak-déli (az 1949-1990-es német felosztás korszaka) irányból egy kiegyensúlyozottabb áramlásra váltottak, amelyben mind a belföldi, mind a tranzitforgalomban jelentős észak-déli és kelet-nyugati folyosók is vannak. Az infrastruktúrát, amelyet a háborúk és a felperzselt föld politikája, valamint a jóvátételek okozta pusztítások tovább romboltak, minden egyes ilyen váltáskor újra kellett építeni és korszerűsíteni.

## Közúti és gépjármű-közlekedés

### Közutak
Németországban a forgalom, különösen az áruszállítás, igen magas szintű, köszönhetően az ország központi fekvésének Európában. Az elmúlt évtizedekben az áruforgalom nagy része a vasútról a közútra tevődött át, ami arra késztette a szövetségi kormányt, hogy 2005-ben autópályadíjat vezessen be a tehergépjárművek számára. Az egyéni úthasználat megnövekedett, ami más nemzetekhez képest viszonylag magas forgalmi sűrűséget eredményezett. A jövőben a forgalom további növekedése várható.
A nagysebességű gépjárműforgalomnak nagy hagyománya van Németországban, mivel a világ első autópályáját (Autobahn), az AVUS-t és a világ első autóját Németországban fejlesztették ki és építették meg. Németország rendelkezik a világ egyik legsűrűbb úthálózatával. A német autópályákon nincs általános sebességkorlátozás a személygépjárművek számára. Ugyanakkor számos veszélyes vagy zsúfolt szakaszon, valamint ott, ahol a forgalom zaja vagy szennyezése problémát jelent, kihelyezett korlátozások vannak érvényben (20,8% statikus vagy ideiglenes korlátozások, és átlagosan 2,6% változó forgalomszabályozási korlátozások alkalmazásával 2015-ben).
A német kormánynak gondjai vannak az ország autópálya-hálózatának karbantartásával, mivel a keleti rész közlekedési rendszerét a Német Demokratikus Köztársaság (Kelet-Németország) és a Német Szövetségi Köztársaság (Nyugat-Németország) közötti egyesítés óta fel kellett újítani. Ezzel együtt nyugaton számos építési projektet leállítottak, és az 1990-es évek vége óta erőteljes rekonstrukció folyik. Az Európai Unió megalakulása óta azonban az útvonaltervek általános racionalizálása és megváltoztatása történt, mivel ma már gyorsabb és közvetlenebb összeköttetések léteznek és vannak folyamatban a volt szovjet blokk országaival, az európai országok közötti intenzív együttműködéssel.
A háború utáni jólét növekedésével a Németországon belüli helyközi autóbusz-közlekedés kiesett a népszerűségből, és szinte teljesen megszűnt, amikor az 1980-as években jogszabályokat vezettek be a nemzeti vasút védelmében. Miután ezt a piacot 2012-ben deregulálták, mintegy 150 új távolsági buszjáratot hoztak létre, ami a hosszú utak esetében jelentős elmozdulást eredményezett a vasútról az autóbuszra. A piac azóta konszolidálódott, a FlixBus több mint 90%-át ellenőrzi, és a szomszédos országokba is terjeszkedik.

## Vasúti közlekedés

### Áttekintés
Németországban összesen 43 468 km vasútvonal található, amelyből legalább 19 973 km villamosított (2014).
A Deutsche Bahn (í Német Államvasút) a legnagyobb német vasúti infrastruktúra és szolgáltatás üzemeltetője. Bár a Deutsche Bahn részvénytársaság, a kormány még mindig minden részvényt birtokol, ezért a Deutsche Bahn továbbra is állami vállalatnak nevezhető. A Deutsche Bahn AG (DB AG) 1994-es magánjogi átalakulása óta már nem teszi közzé a tulajdonában lévő vágányok adatait; a DBAG rendszere mellett mintegy 280 magán- vagy helyi tulajdonú vasúttársaság van, amelyek az összes vágányból körülbelül 3000–4000 km-t birtokolnak, és a DB vágányait nyílt hozzáférésűen használják.
A vasúti támogatások 2014-ben 17,0 milliárd eurót tettek ki, és Németországban jelentős különbségek vannak a távolsági és a rövid távú (vagy helyi) vonatok finanszírozása között. Míg a távolsági vonatokat bármelyik vasúttársaság üzemeltetheti, a társaságok nem kapnak támogatást a kormánytól. A helyi vonatokat viszont a német államok támogatják, amelyek fizetnek az üzemeltető társaságoknak a vonatok üzemeltetéséért, és 2013-ban a rövid távú vasúti személyszállítás költségeinek 59%-át támogatásokból fedezték. Ez azt eredményezte, hogy számos magáncég megjelent a helyi vonatjáratok üzemeltetése területén, mivel olcsóbb szolgáltatást tudnak nyújtani, mint az állami tulajdonú Deutsche Bahn. A pályaépítés teljes egészében, a pályakarbantartás pedig részben állami finanszírozású mind a távolsági, mind a rövidtávú vonatok esetében, másrészt minden vasúti járművet pályahasználati díjjal terhel a DB Netz, amely viszont nyereségének (egy részét) a szövetségi költségvetésbe juttatja.
A nagysebességű vasút az 1990-es évek elején indult el az Inter City Express (ICE) forgalomba állításával, miután Willy Brandt kormánya alatt elkészültek az első tervek a vasúti rendszer korszerűsítésére. Bár a nagysebességű hálózat nem olyan sűrű, mint Franciaországé vagy Spanyolországé, az ICE vagy a kissé lassabb (max. 200 km/h sebességű) Intercity (IC) a legtöbb nagyvárost kiszolgálja. A nagysebességű vonalak számos meghosszabbítása vagy meglévő vonalak korszerűsítése van folyamatban vagy a közeljövőben tervben, némelyikük több évtizedes tervezés után.
A Deutsche Bahn által üzemeltetett leggyorsabb nagysebességű vonat, az InterCityExpress vagy ICE olyan nagy német és szomszédos nemzetközi központokat köt össze, mint Zürich, Bécs, Koppenhága, Párizs, Amszterdam és Brüsszel. A vasúti hálózat egész Németországban kiterjedt, és a legtöbb területen szolgáltat. A menetrend szerinti vonalakon még a legkisebb településeken is legalább kétóránként egy vonat közlekedik napközben. Szinte minden nagyobb nagyvárosi területet S-Bahn, U-Bahn, Straßenbahn és/vagy buszhálózat szolgál ki.
A német kormány 2018. február 13-án jelentette be, hogy a közúti forgalom csökkentése és a légszennyezésnek az EU által előírt szintre való csökkentése érdekében a tömegközlekedés ingyenessé tételét tervezi. 
Továbbra is kérdéses, hogy milyen költségekkel járna egy ilyen lépés, mivel a tömegközlekedés jegyeladásai a városi tömegközlekedési cégek jelentős bevételi forrását jelentik.

### Nemzetközi tehervonatok
Míg Németország és a legtöbb szomszédos európai ország 1435 mm-es normál nyomtávot használ, a jelzések, szabályok és előírások, villamosítási feszültségek stb. közötti különbségek akadályokat jelentenek a határokon átnyúló árufuvarozásban. Ezeket az akadályokat lassan leküzdik, és a vasúti árufuvarozás volumenének legutóbbi növekedésének nagy részét a nemzetközi (bejövő és kimenő) és tranzit (átmenő) forgalom teszi ki. Az uniós szabályozás sokat tett a szabványok harmonizációja érdekében, ami megkönnyíti a határokon átnyúló műveleteket. A Hamburg melletti Maschen rendező pályaudvar a második legnagyobb a világon és a legnagyobb Európában. Teherforgalmi csomópontként szolgál, amely az árukat Skandináviából Dél-Európába, Közép-Európából pedig a hamburgi kikötőbe és a tengerentúlra szállítja. Mivel egy sűrűn lakott, virágzó országról van szó Európa közepén, Németországon keresztül számos fontos tranzitútvonal vezet. A Mannheim-Karlsruhe-Bázel-vasútvonalat az 1980-as évek óta korszerűsítették és felújították, és valószínűleg az elkövetkező évtizedekben további korszerűsítéseken fog átesni, mivel ez a fő útvonal az északi-tengeri kikötők és Észak-Olaszország között a Gotthárd-alagúton keresztül.

### S-Bahn
Németország szinte minden nagyobb városias övezetében van elővárosi vasúti rendszer, amelyet S-Bahnnak (Schnellbahnen) neveznek. Ezek általában a nagyobb agglomerációkat kötik össze elővárosaikkal és gyakran más regionális városokkal, bár a Rhein-Ruhr S-Bahn több nagyvárost is összeköt. Az S-Bahn minden közbenső állomáson megáll, és gyakrabban közlekedik, mint más vonatok. Berlinben és Hamburgban az S-Bahn U-Bahn-szerű szolgáltatást nyújt, és az áramszedéshez egy harmadik sínt használ, míg az összes többi S-Bahn szolgáltatás felsővezetékes áramellátásra támaszkodik.

### Villamosok (Straßenbahn)
Németország az első országok között volt, ahol elektromos meghajtású utcai vasutak közlekedtek, és Berlin rendelkezik a világ egyik leghosszabb villamoshálózatával. Számos nyugatnémet város az 1960-as és 1970-es években felhagyott korábbi villamoshálózatával, míg mások a "Stadtbahn" (~könnyűvasút) színvonalára korszerűsítették azokat, gyakran földalatti szakaszokkal. Keleten a legtöbb város megtartotta, sőt bővítette villamoshálózatát, és az újraegyesítés óta az ország nagy részén megfigyelhető az új villamosok építésének tendenciája. Ma az egyetlen nagy német város, ahol nincs villamos- vagy kisvasúti rendszer, Hamburg. A karlsruhei modellhez hasonló villamosvasúti rendszerek az 1990-es évek elején váltak először ismertté Németországban, és számos városban már megvalósították vagy megvitatták őket, és messze a városokat körülvevő vidéki területeken is lefedettséget biztosítanak. Két tartomány kivételével Németország valamennyi tartományában van villamos (Hamburg és Schleswig Holstein a kivétel), és a 16 tartományi fővárosból 13-ban (Wiesbaden az a főváros, amelyik az említett tartományokon kívül nem rendelkezik villamoshálózattal). Bár számos olyan városban, ahol korábban volt villamoshálózat (újra)létesítésére tettek kísérletet (például Aachen, Kiel, Hamburg), valamint néhány olyan városban, ahol soha nem volt, de viszonylag közel van egy olyan városhoz, ahol van (például Erlangen, Wolfsburg), a második világháború óta csak néhány ilyen javaslat valósult meg - a Saarbahn (1965-ben megszűnt villamosok; Saarbrückenben, Heilbronn Stadtbahn (1955-ben megszűnt, 1998-ban a Stadtbahn Karlsruhe meghosszabbításaként újjáalakult) és néhány határon túli meghosszabbítás - a strasbourgi villamos Kehlig és a bázeli villamosok Weil am Rheinig.

## Lásd még
- A Wikivoyage tartalmaz Németország közlekedése témájú leírást.
- A Wikivoyage tartalmaz Németország közlekedése témájú leírást.
- Németország repülőtereinek listája